# Віштук
Віштук (словац. Vištuk) — село, громада округу Пезінок, Братиславський край, південно-західна Словаччина, Малокарпатський регіон. Кадастрова площа громади — 20,04 км². Протікає Віштуцький потік.
Населення 1342 особи (станом на 31 грудня 2017 року).

## Історія
Віштук згадується в 1244 році.

## Населення
| Рік:            | 1994. | 2004.   | 2014.   | 2024.   |
| --------------- | ----- | ------- | ------- | ------- |
| Кількість осіб: | 1297  | 1382    | 1307    | 1365    |
| Різниця:        |       | +6,55 % | -5,42 % | +4,43 % |

| Рік:            | 2023. | 2024.   |
| --------------- | ----- | ------- |
| Кількість осіб: | 1382  | 1365    |
| Різниця:        |       | -1,23 % |